# جيمس أ. سميث
جيمس أ. سميث (بالإنجليزية: James A. Smith)‏ هو بحار أمريكي، ولد في 2 سبتمبر 1880 في نيويورك في الولايات المتحدة، وتوفي بنفس المكان في 9 نوفمبر 1944.